# Фірстов Іван Петрович
Іван Петрович Фірстов (6 серпня 1883, село Анісімово Лежнєвської волості Шуйського повіту Владимирської губернії, тепер Лежнєвського району Івановської області, Російська Федерація — 15 грудня 1972, місто Сімферополь) — радянський діяч, голова виконавчого комітету Іваново-Вознесенської міської ради. Кандидат у члени Центральної контрольної комісії РКП(б) у 1923—1924 роках. Член ВЦВК.

## Життєпис
Народився в селянській родині. З дванадцятирічного віку ходив на заробітки із батьком. З 1898 року — робітник-сушильник текстильної фабрики Грязнова в Іваново-Вознесенську. Пропрацював на фабриці дванадцять років.
Член РСДРП(б) з 1905 року. Брав участь у всеросійському політичному страйку текстильників влітку 1905 року.
З 1906 по 1909 рік працював у профспілці ситцевибійників у Іваново-Вознесенську, деякий час був її головою. Крім того, був членом бюро фабричного партійного осередку.
З липня 1912 року — член і скарбник Іваново-Вознесенського міського комітету РСДРП. Потім входив до складу правління Іваново-Вознесенського робітничого кооперативу.
У ніч на 26 квітня 1913 року був заарештований і після тюремного ув'язнення висланий на заслання в село Морчани Чернігівської губернії. У 1916 році, отримавши паспорт на ім'я В. І. Ісакова, втік із заслання, приїхав до Москви та влаштувався на роботу в один із робітничих кооперативів.
Під час Лютневої революції 1917 року очолював загін червоногвардійців Лефортівського району Москви, роззброював юнкерів Олексіївського військового училища.
Учасник Жовтневого перевороту 1917 року в Москві, член Лефортівського районного військово-революційного комітету.
На початку 1918 року приїхав до Іваново-Вознесенська, був обраний членом Іваново-Вознесенської міської ради робітничих депутатів, працював головою Іваново-Вознесенської міської Ради народного господарства (раднаргоспу).
У травні 1919 — 14 грудня 1920 року — голова виконавчого комітету Іваново-Вознесенської міської ради.
22 грудня 1920 — 8 вересня 1922 року — голова виконавчого комітету Кінешемської повітової (міської) ради Костромської губернії.
Потім — відповідальний секретар Шуйського повітового комітету РКП(б). Перебував на відповідальній партійній, радянській, господарській та профспілковій роботі в Іваново-Вознесенську, Ярославлі, Рибінську.
З 1931 року був членом Івановського відділення Всесоюзного товариства старих більшовиків. Під час німецько-радянської війни перебував на пенсії, був секретарем первинної партійної організації в місті Іваново.
У 1944 році, за порадою лікаря, переїхав до Сімферополя (Кримська область), де також обирався секретарем первинної партійної організації.
Помер 15 грудня 1972 року в Сімферополі. Похований на Старовірменському цвинтарі Сімферополя.

## Нагороди
- орден Леніна
- орден «Знак Пошани»